# Elomar
Elomar Figueira Mello  (Vitória da Conquista, 21 de dezembro de 1937) é um compositor, escritor, violonista e cantor brasileiro. As canções de Elomar já foram regravadas e interpretadas por diversos músicos, tais como Raimundo Fagner, Elba Ramalho, Xangai, Dércio Marques, Marlui Miranda, Jurema Paes e Teca Calazans, além de influenciar compositores como Caetano Veloso.
Sua obra é marcada pela forte presença de variantes dialetais, arcaísmos e neologismos, formando uma linguagem muito característica fundada na oralidade sertaneja. Suas letras abrangem uma ampla gama de temas, na maior parte das vezes vinculado ao imaginário rural do sertanejo nordestino, ainda que com elementos medievais, cristãos e ibéricos. A obra de Elomar vem sendo objeto de amplos estudos linguísticos, antropológicos e musicais.

## Biografia
Elomar nasceu na Fazenda Boa Vista pertencente aos seus avós, Sr. Virgílio Figueira e Sra. Dona Maria Gusmão Figueira, "Maricota".
A formação cristã foi herdada da família. Sua avó "mãe Neném" era católica, enquanto a outra avó "Maricota" era batista. Citações sobre a Virgem Maria e sobre os Santos, assim como passagens do Velho Testamento estão sempre presentes nas letras de sua obra, como na música "Ecos de uma Estrofe de Abacuc". Seus pais eram Ernesto Santos Mello, filho de tradicional família da zona da mata de Itambé (Bahia), e Eurides Gusmão Figueira Mello.
Dos três aos sete anos de idade Elomar viveu na cidade de Vitória da Conquista, passando depois a morar nas fazendas de seus parentes como a Fazenda São Joaquim que tanto lhe inspirou músicas, a as Fazendas Brejo, Coatis e Palmeira. Estudou entre o sertão e a capital e mais tarde, no final da década de 1960, formou-se em Arquitetura pela Universidade Federal da Bahia. Teve também uma passagem rápida pela Escola de Música dessa mesma Universidade. Como arquiteto, Elomar concebeu mais de quatrocentos projetos na área da SUDENE, dentre eles as casas das fazendas Duas Passagens e Gameleira, mais conhecida como Casa dos Carneiros e o segundo templo da Igreja Batista de Vitória da Conquista.
Enquanto estudava na UFBA, em Salvador, foi descoberto pelo produtor musical Roberto Sant'Ana, que relata o encontro assim:

[O] maestro Carlos Lacerda, do piano, me convidou para jantar em um restaurante que tinha ali na Joana Angélica e lá eu conheci Elomar. Eu digo: “O que é isso?!”. Foi a primeira coisa: “O que é isso?!”. Perguntei a Lacerda como era que se classificava aquilo e Lacerda me disse que não tinha classificação. Bom, eu pensei, isso tem que ser registrado. Aí propus à Polygram, que na hora aceitou. Entrevista de Roberto Sant'Ana a James Martins
A originalidade da obra de Elomar foi rapidamente notada por Vinicius de Moraes, que sobre seu primeiro disco, Das Barrancas do Rio Gavião, escreveu:
A mim me parece um disparate que exista mar em seu nome, porque um nada tem a ver com o outro. No dia em que ‘o sertão virar mar’, como na cantiga, minha impressão é que Elomar vai juntar seus bodes, de que tem uma grande criação em sua fazenda ‘Duas Passagens’, entre as serras da Sussuarana e da Prata, em plena caatinga baiana, e os irá tangendo até encontrar novas terras áridas, onde sobrevivam apenas os bichos e as plantas que, como ele, não precisam de umidade para viver, e ali fincar novos marcos e ficar em paz entre suas amigas, as cascavéis e as tarântulas, compondo ao violão suas lindas baladas e mirando sua plantação particular de estrelas que, no ar enxuto e rigoroso, vão se desdobrando à medida que o olhar se acomoda ao céu, até penetrar novas fazendas celestes, além, sempre além, no infinito latifúndio Vinícius de Moraes, na contracapa de Das Barrancas do Rio Gavião (1972)
Casado com Adalmária de Carvalho Mello é o pai de Rosa Duprado, João Ernesto e do violonista e maestro João Omar.

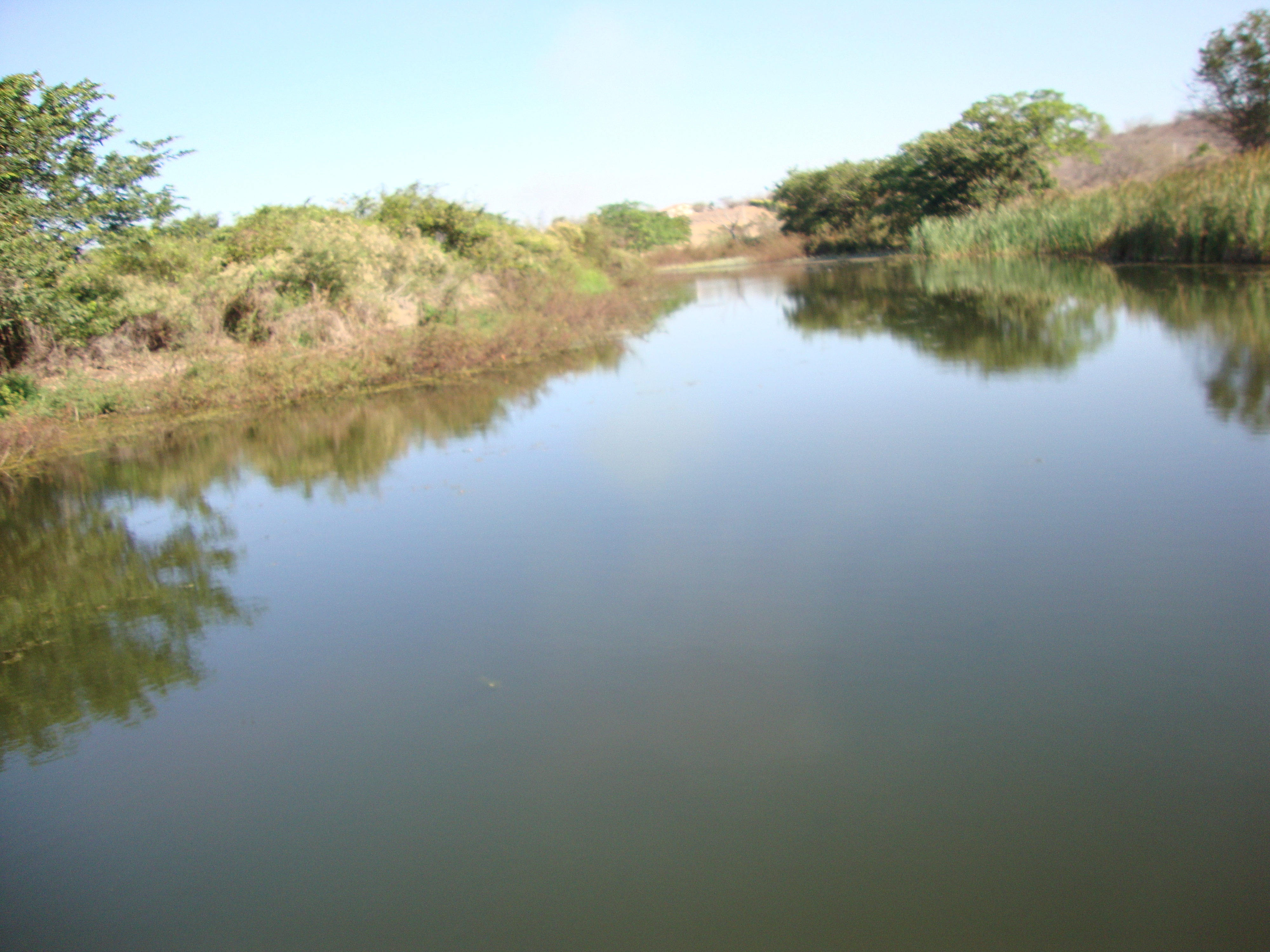
O Rio Gavião é retratado constantemente nas canções de Elomar.

Elomar prefere viver a maior parte do seu tempo nas suas fazendas. A Fazenda Gameleira, que ele chama de Casa dos Carneiros, imortalizada na música Cantiga do Amigo, está a 22 Km de Vitória da Conquista, na Fazenda Duas Passagens que se localiza na bacia do Rio Gavião e na Fazenda Lagoa dos Patos, na Chapada Diamantina.
Elomar, assim como o cantor de Itapebi Xangai, é descendente direto do Bandeirante e Sertanista João Gonçalves da Costa, fundador em 1783 do Arraial da Conquista, hoje a cidade de Vitória da Conquista.
Orlando Celino, pintor conquistense, o único que Elomar permitiu retratá-lo, recebeu em 2003 a encomenda para pintar um quadro de João Gonçalves da Costa que iria integrar ao monumento de Jacy Flores, em Vitória da Conquista. Não existindo gravura deste personagem histórico, Elomar, como descendente, permitiu que as suas feições fossem usadas para a representação deste seu ancestral. Este quadro, denominado Capitão-Mor João Gonçalves da Costa, está hoje na Casa Régis Pacheco, em Vitória da Conquista, um museu político  e casa de eventos inaugurado em 05 de abril de 2007.
De 2000 a 2004 viveu na pequena cidade de Lagoa Real, contratado pela Prefeitura local, para formar um coral e criar um projeto de ópera sertaneja.

## Estilo próprio

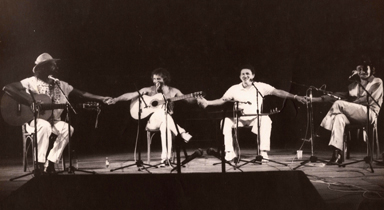
A série de shows 'Cantoria', deu origem a três conhecidos discos, onde Elomar canta ao lado de Xangai, Vital Farias e Geraldo Azevedo

Depois que gravou seu primeiro disco …Das Barrancas do Rio Gavião, passou a investir mais na sua carreira musical, bastante influenciada pela tradição ibérica e árabe que a colonização portuguesa levou ao nordeste brasileiro, mas foi só no final dos anos 1970 e início dos 80 que deu menos ênfase à arquitetura para dedicar-se à peregrinação pelos teatros do país, de palco em palco, tocando e interpretando o seu cancioneiro e trechos do que viriam a ser suas composições de formato erudito, como autos.
O álbum “Dos Confins do Sertão” gravado em 1986 e publicado na Alemanha Ocidental, a convite especial do governo dali (na época em que se aplicava o "Ocidental"). Este trabalho foi o resultado de uma apresentação em um Festival de música Ibero-Americana, do qual o autor recebeu o Primeiro Prêmio Internacional de melhor disco estrangeiro não europeu no festival Ibero-americano de 1987, na Alemanha
De acordo com a professora Jerusa Pires Ferreira, as músicas de Elomar 
"Ajuntam céus e terras, crenças e vivências, coisas grandes e pequenas, e se organiza a recriação do grande texto oral, sertanejo, Ibérico e universal. É como se ouvisse um canto de milênios, os gêneros da poesia medieval, do grande relato épico, o mundo misterioso, mais a captação de flagrantes da vida sertaneja".
Boa parte dos textos musicais e obras de Elomar são escritos em linguagem dialetal sertaneza (sic), título que lhe foi dado pelo próprio Elomar.
Com seu estilo típico de tocar violão, muitas vezes alterando a afinação do instrumento, Elomar criou fama entre o universo violeiro.  Gravou em 1990 o festejado disco "Elomar em Concerto", acompanhado pelo Quarteto Bessler.  Avesso à exposição na mídia para divulgação do seu próprio trabalho, prefere a vida reclusa da fazenda, longe das grandes metrópoles, criando bodes como o que inspirou ao cartunista Henfil o personagem Francisco Orellana.
Em suas canções predominam a variante linguística da caatinga, de maneira arcaizante. Contudo, o estilo formal, bem como a língua clássica vernacular também são recorrentes, flutuando entre o erudito e histórico e o registro contemporâneo do idioma. Dessa forma, Elomar trabalha com um dialeto que não é fixo, e sim dinâmico, com renovações e transformações linguísticas constantes. Observa-se com frequência numa mesma composição variantes pronominais “ancê”, “iancê” e “você”.
Outro caráter marcante nos textos de Elomar é a poliglossia: “Na própria língua, transita do dialeto sertanejo ao dos pampas, do português culto ao arcaico, medieval, manipulando com facilidade também as línguas estrangeiras”.

## Discografia
- Das Barrancas do Rio Gavião (1972)
- Na Quadrada das Águas Perdidas (1978)
- Parcelada Malunga (1980)
- Fantasia Leiga para um Rio Seco (1981)
- ConSertão (1982)
- Cartas Catingueiras (1983)
- Auto da Catingueira (1983)
- Cantoria (1984)
- Cantoria 2 (1984)
- Sertania (1985)
- Elomar dos Confins do Sertão (1986)
- Concerto Sertanez (1988)
- Elomar em Concerto (1989)
- Árias Sertânicas (1992)
- Cantoria 3 - Canto e Solo (1995)
- Parcelada Malunga

Elomar, Arthur Moreira Lima, Xangai, Heraldo do Monte, José Gomes
Gravado ao Vivo no Teatro Pixinguinha (SP).
- Na Quadrada das Águas Perdidas

Elomar, Elena Rodrigues, Dércio Marques, Xangai e Carlos Pitta
Gravado no Seminário de Música da UFBA.
- Fantasia Leiga para um Rio Sêco

Elomar e Orquestra Sinfônica da Universidade Federal da Bahia
Gravado no Auditório do Centro de Convenções da Bahia.
- …Das Barrancas do Rio Gavião

Elomar.
- Auto da Catingueira

Elomar, Jacques Morelembaum, Marcelo Bernardes, Andrea Daltro, Sônia Penido, Xangai e Dércio Marques
Gravado na Sala de Visitas da Casa dos Carneiros em Gameleira (Vitória da Conquista, BA).
- Elomar em Concerto

Elomar, Jacques Morelembaum, Quarteto Bessler-Reis, Paulo Sérgio Santos, Marcelo Bernardes, Antônio Augusto e Octeto Coral de Muri Costa
Gravado ao Vivo na Sala Cecília Meireles (RJ).
- ConSertão

Elomar, Arthur Moreira Lima, Paulo Moura e Heraldo do Monte
Gravado na Sala Cecília Meireles (RJ).
- Xangai Canta Elomar

Xangai, Elomar, João Omar, Jacques Morelembaum, Eduardo Morelembaum, Eduardo Pereira.
- Cantoria 1

Elomar, Geraldo Azevedo, Vital Farias, Xangai
Gravado ao Vivo no Teatro Castro Alves (Salvador, BA).
- Cantoria 2

Elomar, Geraldo Azevedo, Vital Farias, Xangai
Gravado ao Vivo no Teatro Castro Alves (Salvador, BA).
- Cantoria 3 Canto e Solo

Elomar
Gravado ao Vivo no Teatro Castro Alves (Salvador, BA).
- Árias Sertânicas

Elomar e João Omar
Gravado no Estúdio Cacalieri — BA.
- Cartas Catingueiras

Elomar
Gravado no "Nosso Estúdio" — SP.
- Concerto Sertanez

Elomar, Turíbio Santos, Xangai e João Omar (part. especial)
Gravado ao vivo no Teatro Castro Alves dias 7, 8, 9 e 10 de janeiro de 1.988 em Salvador, BA.
- O Menestrel e o SertãoMundo (2016)

Elomar e Orquestra Sinfônica Nacional da Universidade Federal Fluminense
Gravado ao vivo no Centro de Artes UFF

### Livros
- Melo, Elomar Figueira (2008), Sertanílias, ISBN 978-85-908262-0-0, Vitória da Conquista, BA: Elomar Figueira Mello. (Originalmente concebido como roteiro de cinema, foi publicado em 2008 na forma de romance).
- Melo, Elomar Figueira (2016), A Era dos grandes equívocos, ISBN 978-85-908262-1-7, Vitória da Conquista, BA: Casa dos carneiros.